# José Castillo Tiélemans
José Castillo Tiélemans är en ort i Mexiko.   Den ligger i kommunen La Trinitaria och delstaten Chiapas, i den sydöstra delen av landet, 900 km öster om huvudstaden Mexico City. José Castillo Tiélemans ligger 468 meter över havet och antalet invånare är 365.
Terrängen runt José Castillo Tiélemans är kuperad. Runt José Castillo Tiélemans är det ganska tätbefolkat, med 58 invånare per kvadratkilometer. Närmaste större samhälle är Santo Domingo de las Palmas, 9,8 km öster om José Castillo Tiélemans. I omgivningarna runt José Castillo Tiélemans växer i huvudsak städsegrön lövskog.